# Religion samie

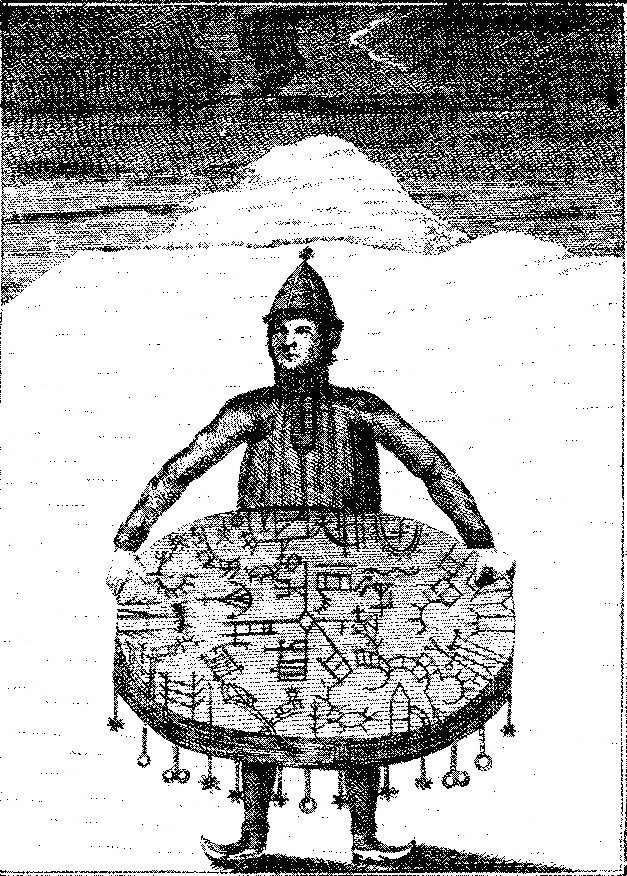
Un chamane saami avec son tambour magique (gravure du XVIII)

La religion saami est l'ancienne religion des peuples sames ou saamis. La connaissance que nous en avons est essentiellement basée sur des sources archéologiques et des témoignages de missionnaires chrétiens dans le nord de la Scandinavie entre le Moyen Âge et le début du XVIIIe siècle. Certaines de ces descriptions sont cependant biaisées, ramenant les mœurs qu’ils décrivent à un simple paganisme ou à de la superstition.
On a par ailleurs identifié divers endroits sieidi en Scandinavie septentrionale, lieux de pratiques religieuses anciennes. Des objets sont aussi occasionnellement retrouvés. Certains, datant de la période allant du IXe au XIVe siècle, sont généralement qualifiés de « dépôts métalliques saami », du fait de la présence importante d’objets en métal. Ce sont généralement des pièces de monnaie originaire de Grande-Bretagne et d’Allemagne, ainsi que des pointes de flèches ou de lances. Des outils en bois de rennes sont aussi souvent retrouvés.
La religion des Saami relevait essentiellement du chamanisme. Le chaman, dénommé  noaidi (same du nord) ou nåejtie (same du sud), intervenait à différents moments et circonstances dans la vie d’une communauté, et il ou elle faisait office d’intermédiaire entre la communauté et les dieux, les esprits et les ancêtres.

## Tambour magique

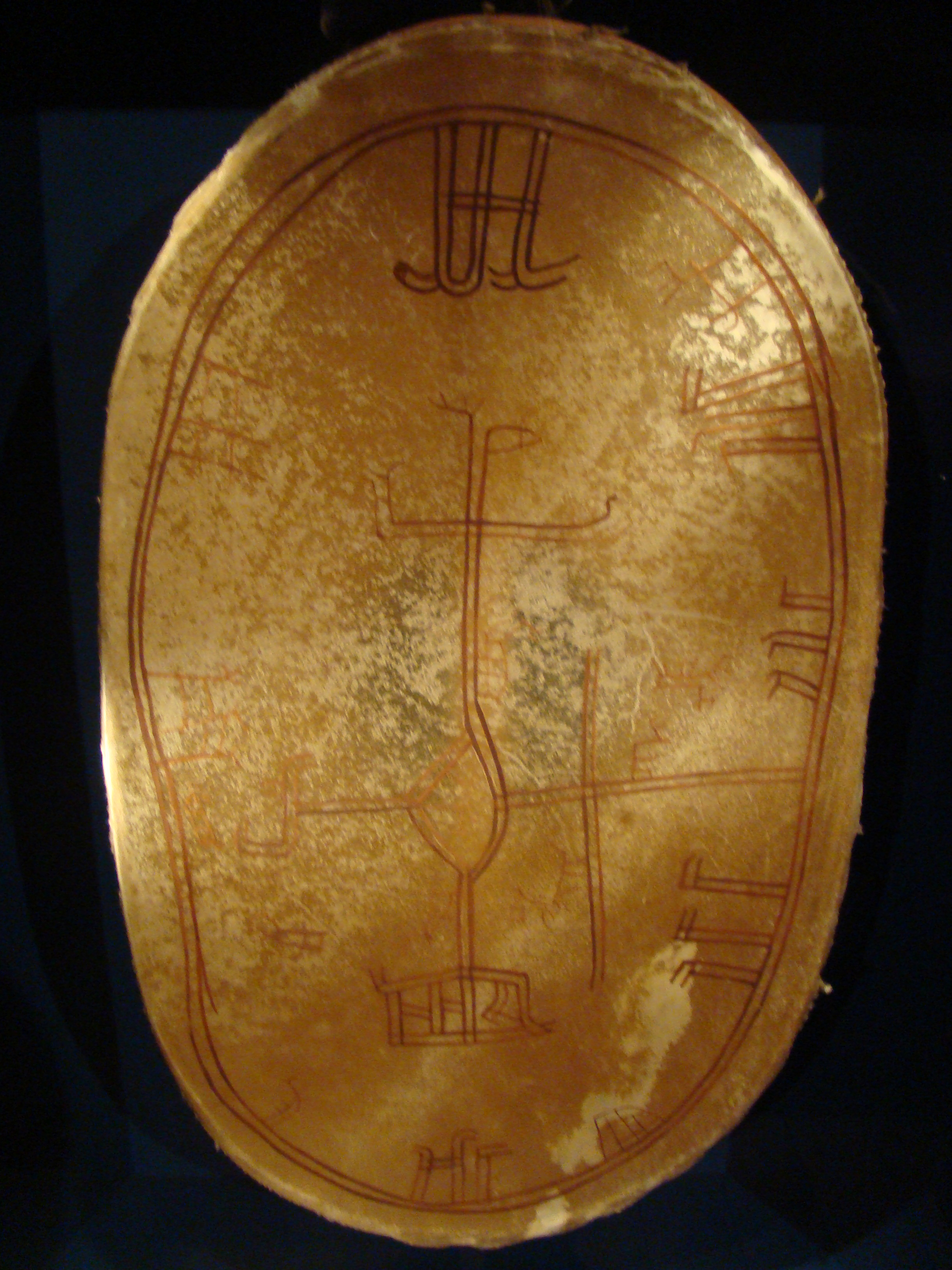
Un tambour magique au Musée arctique de Rovaniemi.

L’instrument privilégié du chaman lors des cérémonies était le tambour magique (meavrresgárri), qui lui permettait d’accéder à l’état de transe. Une flûte magique appelée fadno était parfois utilisée. Le chant saami traditionnel, le joik, était pratiqué au cours des cérémonies, faisant entrer le chamane en transe pendant laquelle il pouvait pénétrer le monde magique du saivo, lieu de discussion avec les dieux, esprits et ancêtres, concernant le destin de la communauté ou d'un de ses membres.
Le tambour magique était généralement composé d’un arceau de bois sur lequel était tendue une peau épilée de renne ; la géométrie du tambour pouvait être légèrement ovale, tout comme les tambours de chaman retrouvés en Sibérie. Sur le tambour magique étaient peints, avec une encre faite de sève d’aulne mélangée à de la salive, divers motifs liés à la mythologie des Saamis. Au centre généralement un losange avec quatre rayons symbolisant le soleil. Un marteau (ballem ou vietjere) en bois de renne était utilisé pour battre le tambour. Des baguettes (árpa ou baja) en os ou laiton étaient parfois utilisées. Les femmes chamanes utilisaient une ceinture ou une baguette plutôt que le tambour magique. Des essais effectués sur de vieux tambours saami montrent que l'on frappait chaque tambour en un nombre limité d'endroits, correspondant aux caractéristiques sonores dudit instrument.
- Tambour de chamane (de)

## Les sieidis

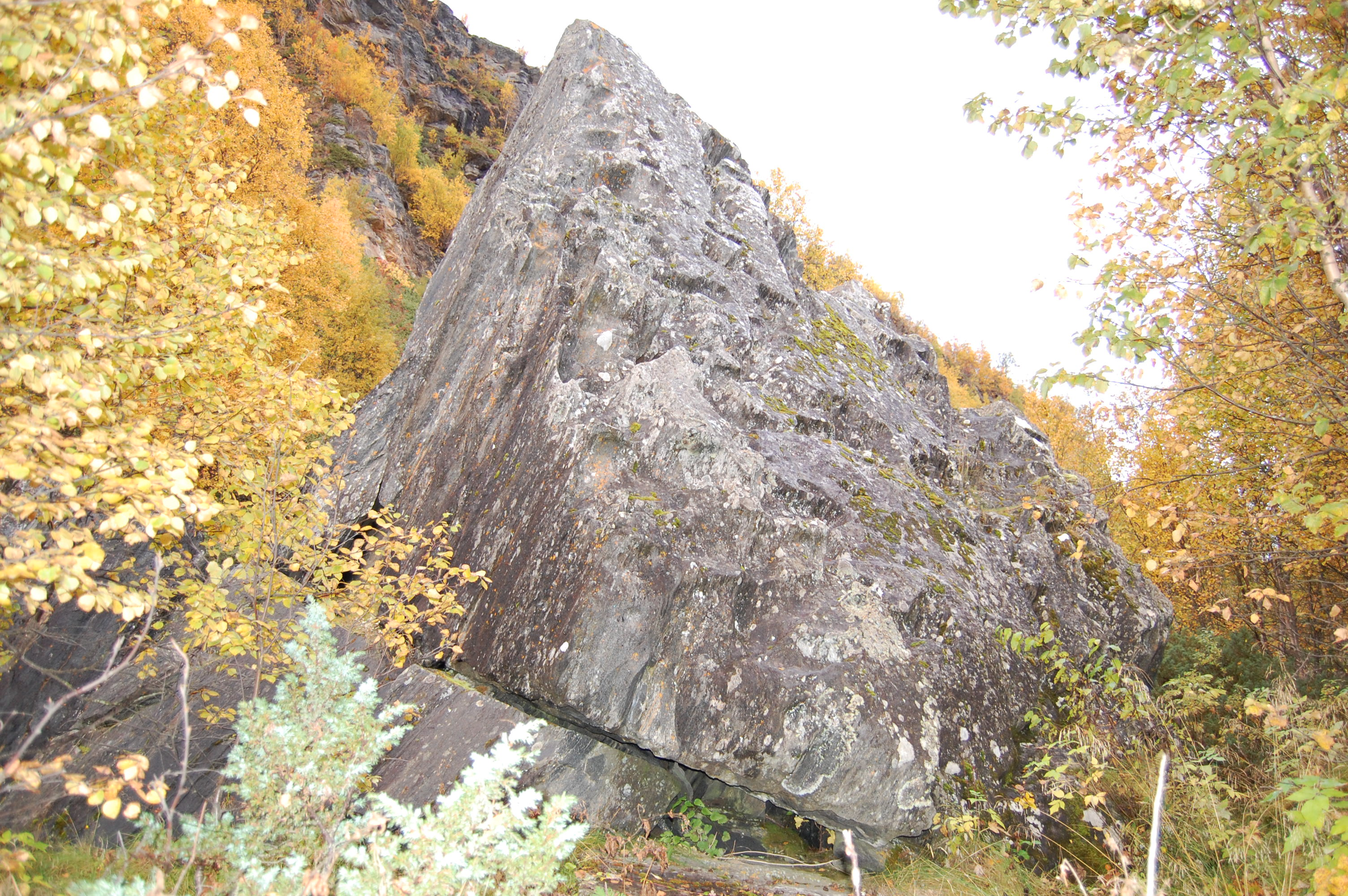
Le siedi de Stabben à Balsfjord, en Norvège.

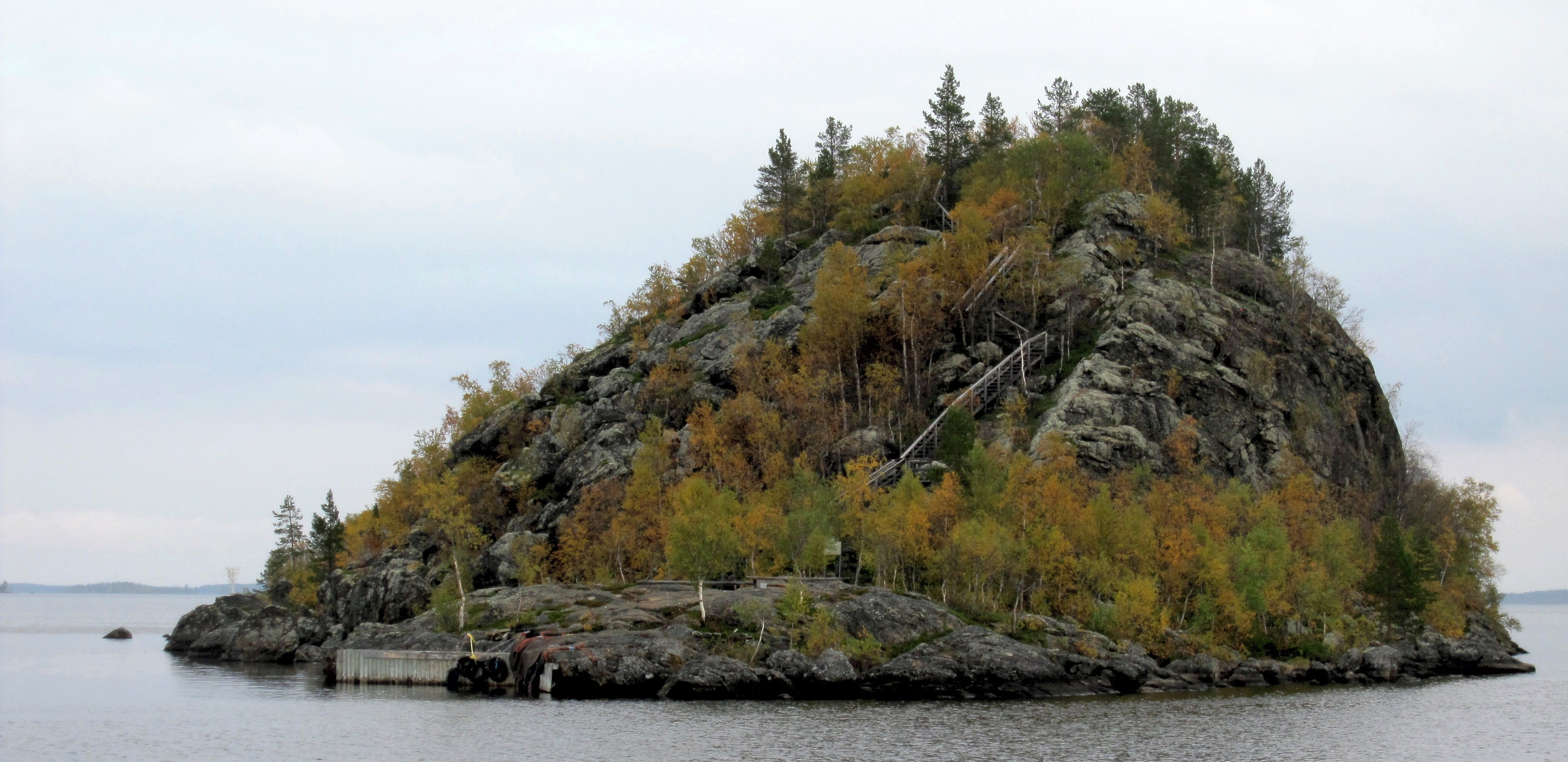
L'île Ukonkivi du lac Inari était un lieu de sacrifice pour les Samis.

En langue same, les sieidis sont des lieux sacrés pour la pratique du sacrifice, dans la religion saami. Il s'agit de formations rocheuses inhabituelles, de pierres rocheuses géantes, de grosses pierres naturelles ou des pierres érigées. Ce sont souvent des rochers de forme exceptionnelle, facilement reconnaissables ou des pierres seules dans un champ. Il peut également s'agir de lits de bois. Le chamanisme sami considère ces points focaux spirituels et les vénère comme des passerelles vers le monde des esprits.

## Pratique religieuse
Les « animaux blancs » (rennes, vaches, moutons,… blancs.) étaient généralement vénérés. De nombreuses pierres existent encore, présentant toujours des traces d’huile de poisson ou de renne.
Les hommes se confessaient aux dieux sacrificiels masculins, alors que les femmes s’adressaient aux divinités féminines de fertilité. Des sacrifices d’animaux étaient pratiqués, et les objets métalliques y avaient une importance particulière.
Comme d’autres religions circumpolaires, la religion des Saamis incorporait des évocations de chasse, en particulier d’ours (culte de l'ours). Il y avait également des éléments de la mythologie nordique, de même que du christianisme dans les dernières années.
Depuis la christianisation des Samis (en) en fin XVIIe siècle, les Saamis de nos jours sont chrétiens, et souvent avec plus de dévotion que leurs voisins Norvégiens, Finlandais, Suédois ou Russes[réf. nécessaire]. Il reste cependant un substrat des anciennes croyances dans les pratiques religieuses et rebouteuses.
Les « shamans » proposant leurs services dans les journaux ou organisant des représentations à l’attention des touristes, n’ont généralement pas grand chose à voir avec les anciennes pratiques religieuses saami. Il s’agit le plus souvent de pratiques relevant du New Age ou du néopaganisme.

## Organisation du monde
Le monde était partagé en trois entités distinctes : le monde supérieur, habité par les dieux, le monde tangible, habité par les mortels et le monde inférieur, celui des morts. Ce dernier était lui-même divisé en trois : Saivoaimo, pour les chamans défunts, Routaimo pour le dieu Rota et Jabmeaimo pour les hommes défunts.

## Panthéon
Le panthéon reprenait notamment plusieurs dieux issus des mythologies nordiques.

### Dieux de la nature
- Horagállis ou Dierpmis, le dieu du tonnerre, à la fois bon et mauvais, maître des pluies et des tempêtes. Objet d’un important culte et de nombreux sacrifices
- Beaivi (le soleil), qui chassait les mauvais esprits
- Beaivi-Nieida (la vierge du soleil), la personnification de Beaivi
- Bieggolmmái (l’homme du vent), chassant les démons et aidant de sa puissance bénéfique
- Leaibolmmái (l’homme du sang ou des aulnes), le maître des animaux sauvages
- Čáhcolmmái (l’homme de l’eau), le maître des lacs, aidant les pêcheurs
- Ruonanieida, la déesse du printemps
- Aske ou Mánnu (la lune), vénérée pendant les nuits polaires
- Kied-Kie Jumel est un dieu des pierres[3],[4]. Il est apparenté à Storjunkare qui est également une divinité de la pierre mais aussi de la chasse — et plus particulièrement la chasse des rennes[3],[4].

### Dieux personnifiés
- Varaldenolmmái, le dieu de la fertilité, qui donnait l’âme au corps, puis la reprenait.
- Máttaráhkká, la femme chef, qui créait le corps
- Sáráhkká, fille de Máttaráhkká, protégeant le fœtus
- Uksáhkká (femme de la porte), qui veillait sur la maison
- Juokshkká, qui déterminait le sexe de l’enfant

### Dieux abstraits
- Ráddiáhcci (le père souverain), son fils Ráddibárdni et Ráddiáhká, sa femme
- Ipmil ou Jupmel, le dieu suprême en certaines régions

## Lieux de culte

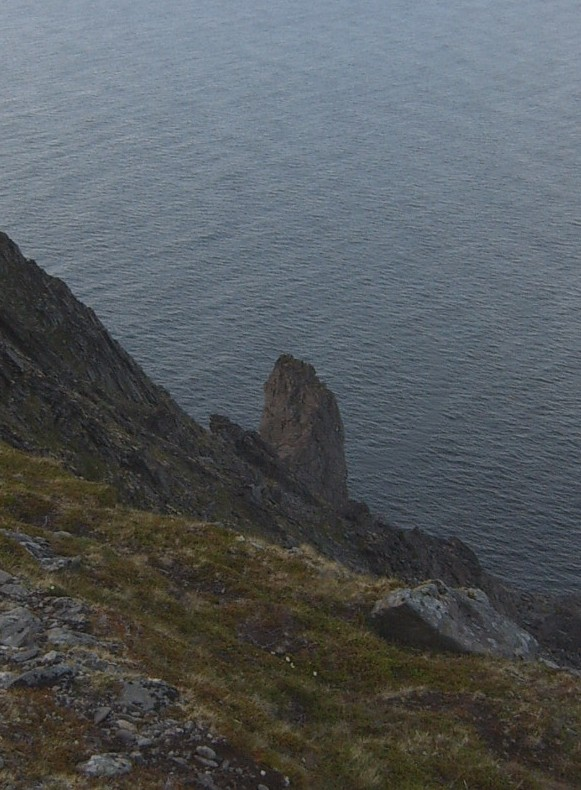
La pierre sacrée "Nordkapphornet" ("Corne du cap Nord en norvégien") à flanc de falaise du Cap Nord

Quelques-uns des lieux de culte identifiés :
- Pierre sacrificielle Stállo (Áhkkánjárgstábba) à Hammerfest
- Pierre sacrificielle Nordkapphornet (Coarvi) au Cap Nord
- Moraine à Durkkihanvárri
- Pierre sacrificielle à Komsafjellet (Alta) - Voir Site d'art rupestre d'Alta
- Enceinte Ciesti à Mortensnes (Varanger)
- Pierre à l’huile de poisson (Ceavccageadgi) à Mortensnes (Varanger)
- Rochers ronds de Stødi à Saltfjellet
- « église saami » à Kjøllefjord
- Rocher sacrificiel de Laksvatn (Troms)
- Crevasse de Mørsvikboth
- Ukonkivi à Inari

### Sources
- I. Paulson, A. Hultkrantz, K. Jettmar, Les religions arctiques et finnoises. Sibériens, Finnois, Lapons, Esquimaux, Paris, Payot, 1965, 400 p.
- Juha Pentikäinen, Mythologie des Lapons, Paris, Imago, 2011.
- Alessandra Orlandini Carcreff, Chamanismes, Monaco, LiberFaber, 2019.
- Odd Mathis Hoetta, L’ancienne religion et les croyances populaires des Sami, brochures du musée d'Alta (1994)